# محسن حسين الحبيب
اللواء الركن محسن حسين الحبيب الإزيرجاوي ولد في الشطرة سنة 1918.
هو محسن حسين الحبيب بن دخيل بن شاهر بن عريبي ويرجع نسبه إلى عائلة آل دخيل من عشيرة البو حوالة آل محمود أحد بطون قبيلة الإزيرج في المنتفك.
كان سفيرا في المغرب عامي 1962 و1963.
شغل منصب وزير المواصلات في وزارة طاهر يحيى الثانية بدلا من عبد الستار عبد اللطيف الذي أقيل في 14 كانون الأول 1963، ثم شغل منصب وزير الدفاع في وزارة طاهر يحيى الثالثة.
يرى عارف عبد الرزاق أن محسن حسين الحبيب لم يكن له دور يذكر في حركات تموز 1958 وشباط 1963 وتشرين الثاني 1963. لذلك فإن عارف عبد الزراق قد امتعض من إسناد منصب وزارة الدفاع إلى محسن حسين الحبيب كونه أيضا لم تكن لديه توجهات قومية.
عين بعدها سفيرا للعراق في الاتحاد السوفيتي عامي 1965-1968، رشح نائبا لرئيس الوزراء عام 1967 ثم رشح لرئاسة الوزراء عام 1968 لخلافة طاهر يحيى قبل ثورة 17 تموز 1968 لكنه اعتذر بعد نصيحة من رجب عبد المجيد بالاعتذار عن شغل منصب رئيس الوزراء.
عين سفيرا في اليابان للفترة 1970-1972.
أصيب في 25 آذار 1985 بنوبة قلبية نقل على إثرها إلى مستشفى اليرموك وتوفي في اليوم ذاته.

## مؤلفاته
- حقائق عن ثورة 14 تموز في العراق، صدر سنة 1981[5]